# 米卢斯共和国
米卢斯共和国（法語：République de Mulhouse），又称米尔豪森城市共和国（德語：Stadtrepublik Mülhausen），前称米卢斯帝国城市（ville impériale de Mulhouse），是历史上的一个城邦，位于今法国东部。
米卢斯在中世纪成为一座城镇。1308年，亨利七世授予米卢斯帝国直辖权，米卢斯成为帝国城市。1347年，米卢斯选举出第一任市长，成为共和国。1354年，米卢斯加入十城联盟。1506年，米卢斯与巴塞尔结盟。1515年，米卢斯正式从神圣罗马帝国独立，退出十城联盟，与舊瑞士邦聯结盟。1798年，米卢斯共和国被法国吞并。